# Dhusaripara
Dhusaripara è una suddivisione dell'India, classificata come census town, di 12.117 abitanti, situata nel distretto di Murshidabad, nello stato federato del Bengala Occidentale. In base al numero di abitanti la città rientra nella classe IV (da 10.000 a 19.999 persone).

## Geografia fisica
La città è situata a 24° 38' 31 N e 88° 00' 58 E.

## Società

### Evoluzione demografica
Al censimento del 2001 la popolazione di Dhusaripara assommava a 12.117 persone, delle quali 6.091 maschi e 6.026 femmine. I bambini di età inferiore o uguale ai sei anni assommavano a 2.831, dei quali 1.454 maschi e 1.377 femmine. Infine, coloro che erano in grado di saper almeno leggere e scrivere erano 3.625, dei quali 2.373 maschi e 1.252 femmine.